# 宗教裁判
宗教裁判（しゅうきょうさいばん）とは、ある宗教の教義や見解に基づいて行われる裁判手続のことである。

## イスラム教
イスラム教ではイスラム法(シャーリア)に基づく裁判が行われる。現代でも多くのイスラム教圏ではカーディーによる裁判が行われている。